# D-A-D

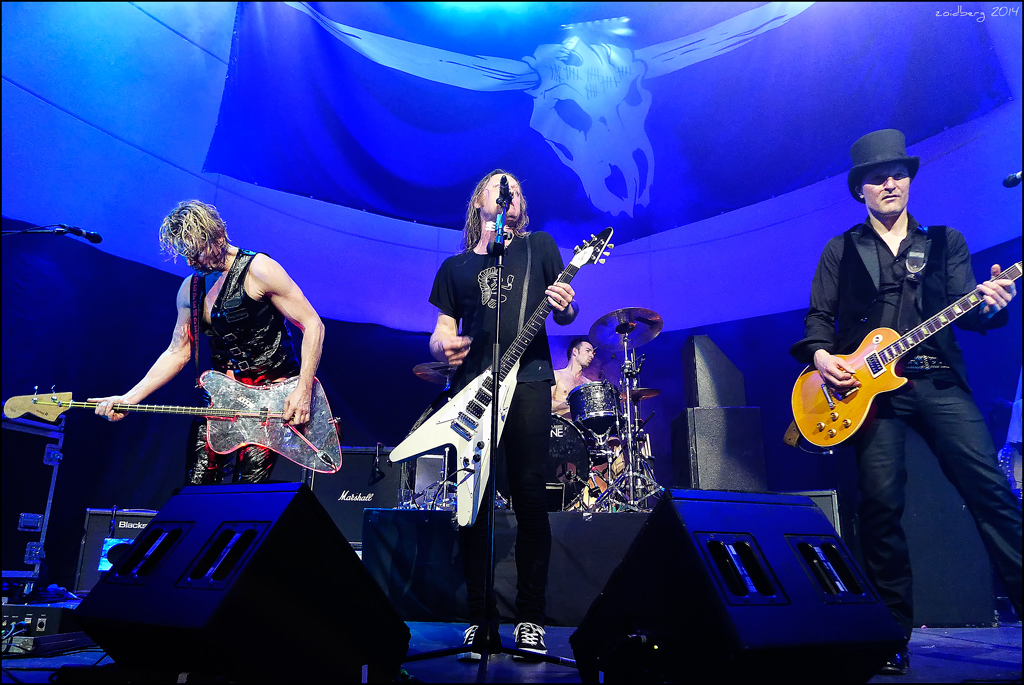
D-A-D 2014.

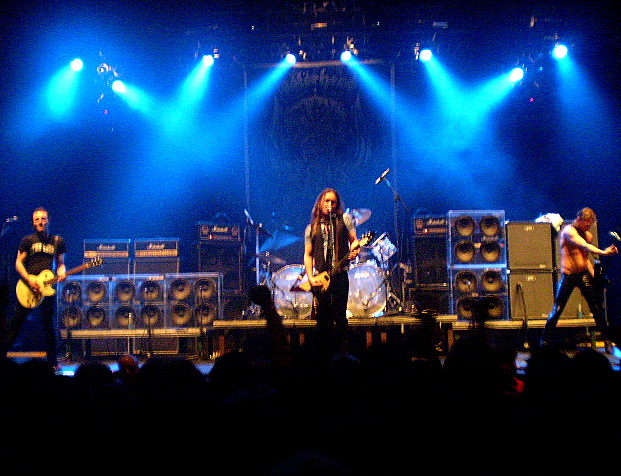
D-A-D tijdens een optreden in Stockholm

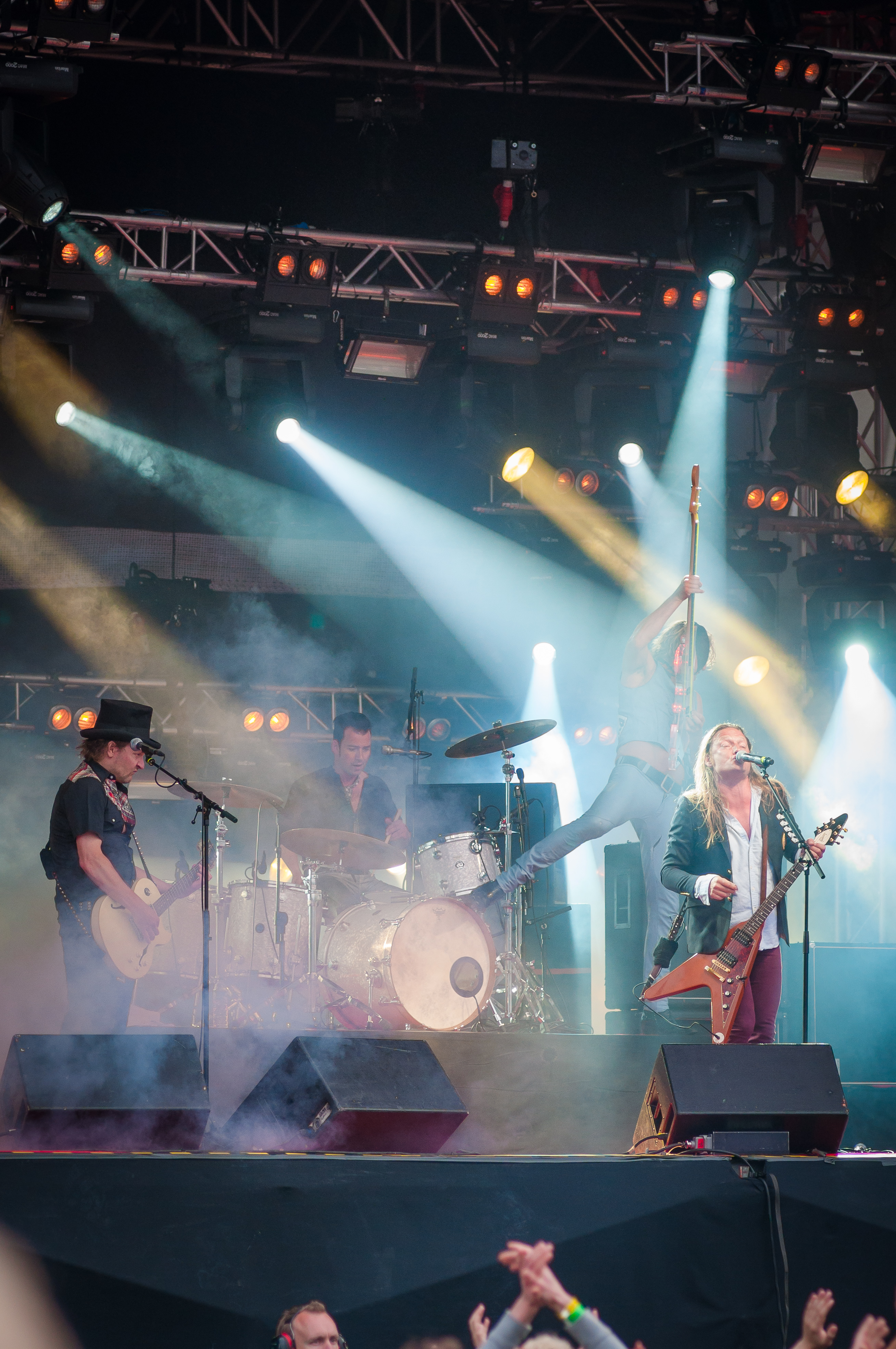
D-A-D live Finland 2012.

D-A-D is een Deense rockgroep, opgericht in 1983.

## Geschiedenis
D-A-D werd opgericht door Jesper Binzer, Peter Lundholm Jensen, Jaboc Binzer, en Stiggy Pedersen als Disneyland After Dark. Onder deze naam werd D-A-D bekend, hun eerste album Call for wild uit 1986 werd een Zweeds succes, maar in Denemarken was D-A-D minder populair. In 1987 kregen ze problemen met Disneyland © en veranderen hun naam in D-A-D.

## De band
- Jesper Binzer: zanger en gitarist
- Jaboc Binzer: gitarist
- Laust Sonne: drummer
- Stig Pedersen: bassist
- Peter Lundholm Jensen: drummer van 1983 tot 1999

## Discografie
| jaar | albumnaam                     | hoogste positie in albumcharts  | bijzonder                  |
| ---- | ----------------------------- | ------------------------------- | -------------------------- |
| 1986 | Call of the Wild              | (Zweden #49)                    | - niets-                   |
| 1987 | D-A-D draws a circle          | (niet in de top 50)             | -niets-                    |
| 1988 | No fuel left for the pilgrims | (Nieuw-Zeeland #35, Zweden #25) | -het label is EMI-         |
| 1990 | Osoka after dark live         | (niet in top 50)                | - Japanse release-         |
| 1991 | Riskin It All                 | (Zweden #17)                    | -hun beste album-          |
| 1995 | Helfyourselfish               | (niet in top 50)                | -minste succes-            |
| 1997 | Simpatico                     | (Zweden #31 )                   | -de comeback-              |
| 1998 | Psychopatico                  | (niet in top 50)                | -livealbum-                |
| 2000 | Everything Glows              | (Zweden # 30)                   | -1e album Laust Sonne-     |
| 2002 | Soft Dogs                     | (Denemarken #1)                 | -D-A-D is aan de top-      |
| 2005 | Scare Yourself                | (Denemarken #1)                 | -2e #1 album-              |
| 2006 | Scare Yourself Alive          | (Denemarken #4)                 | -live Album met alle hits- |